# Arrondissement Vichy
Vichy is een arrondissement van het Franse departement Allier in de regio Auvergne-Rhône-Alpes. In 1940 installeerde de regering van maarschalk Philippe Pétain (Vichy-Frankrijk) zich in het stadje Vichy gelegen in het arrondissement Lapalisse. Om deze reden werd Lapalisse in 1942 door Vichy vervangen als onderprefectuur van dit arrondissement.

## Kantons
Het arrondissement was tot 2014 samengesteld uit de volgende kantons:
- Kanton Cusset-Nord
- Kanton Cusset-Sud
- Kanton Le Donjon
- Kanton Escurolles
- Kanton Gannat
- Kanton Le Mayet-de-Montagne
- Kanton Jaligny-sur-Besbre
- Kanton Lapalisse
- Kanton Varennes-sur-Allier
- Kanton Vichy-Nord
- Kanton Vichy-Sud

Na de herindeling van de kantons bij decreet van 27 februari 2014, met uitwerking op 22 maart 2015, zijn dat :
- Kanton Bellerive-sur-Allier
- Kanton Cusset
- Kanton Dompierre-sur-Besbre (deel: 13/32)
- Kanton Gannat  (deel: 12/41)
- Kanton Lapalisse
- Kanton Moulins-2  (deel: 12/23)
- Kanton Saint-Pourçain-sur-Sioule  (deel: 14/22)
- Kanton Vichy-1
- Kanton Vichy-2